# Patricia Locke
Patricia A. Locke (nombre lakota: Tawacin WasteWin; 21 de enero de 1928 - 20 de octubre de 2001) fue una educadora y activista nativa estadounidense conversa a la fe Bahá'í. Fue elegida como la primera mujer nativa estadounidense en formar parte de una Asamblea Nacional de los Bahá'ís. En 1991 fue becaria de la fundación McArthur. Representó a la comunidad Bahá'í de Estados Unidos en Pekín en la Cuarta Conferencia Mundial sobre la Mujer en Pekín, China. Fue galardonada con el premio Those Who Make a Difference del Instituto de Lenguas Indígenas en 2001, poco antes de su muerte. De manera póstuma, en 2006, se la incluyó en Salón de la Fama Nacional de Mujeres de Estados Unidos. En 2014 se le otorgó la medalla Race Amity Medal of Honor y el Google Cultural Institute la incluye en su lista Showcasing Great Women.

## Biografía
Nació el 21 de enero de 1928. Fue registrada con el nombre Patricia Ann McGillis. hija de John y Eva (Flying Earth) McGillis. Creció en la reserva india de Fort Hall en Idaho, criada como miembro de los sioux de Standing Rock, de los hunkpapa que a su vez conforman la tribu lakota; y como ojibwa. Su padre, de ascendencia escocesa y ojibwa, trabajaba en la Oficina de Asuntos Nativos y se alistó en el ejército para participar en la Primera Guerra Mundial, después de apelar la decisión que se lo negaba, ya que en aquel entonces los nativos estadounidenses no eran considerados ciudadanos elegibles para servicio militar. Su nombre nativo era Tawacin WasteWin que significa «Tiene una buena conciencia, es una mujer compasiva».
En 1935, participó con sus padres en una demostración de cultura lakota en un instituto de secundaria local con danza y narración de cuentos tradicionales. Se graduó en la Universidad de California, Los Ángeles, en 1951. Estuvo casada con Charles E. Locke de 1952 a 1975 y tuvieron dos hijos, Kevin Locke (1954-2022), un reconocido narrador tradicional, embajador cultural, educador, flautista y bailarín, y Winona Flying Earth. Enseñó en varias universidades, y ayudó a diecisiete tribus a establecer sus propias universidades, para que los jóvenes indígenas tuvieran acceso a la educación superior pero manteniéndose conectados con su gente y cultura. Fue también una firme defensora de las revisiones de la Ley de Libertad Religiosa de los Nativos americanos en 1994, aprobada por Bill Clinton. El peyote, que se utiliza a menudo en prácticas religiosas de algunas tribus, se consideraba una droga, lo que significaba que su posesión y uso infringían la ley. Esta revisión garantizó que el peyote pudiera utilizarse para fines rituales religiosos correctos.
En 1988, se convirtió a la fe bahai y estuvo entre los representantes de esta durante el Parlamento de Religiones de 1993, celebrado en Chicago.
Locke falleció en Phoenix, Arizona, el 20 de octubre de 2001, a causa de una insuficiencia cardíaca, y fue enterrada en la cercana Paradise Valley. Su nieto, Anpao Duta Flying Earth, continuó su labor de revitalización de las lenguas indígenas y el servicio a la comunidad nativa, siendo desde 2016 director de la Academia Comunitaria Nativa Americana (NACA), ubicada en Nuevo México.

## Fundación Patricia Locke
En 2018, su hijo Kevin Locke creó la Fundación Patricia Locke, cuyo objetivo es educar a los pueblos indígenas estadounidenses y a los niños sobre sus lenguas ancestrales y sus conexiones espirituales. La fundación también trabaja para apoyar a empresas lideradas por mujeres indígenas, así como brindar apoyo legal a las comunidades indígenas siempre que lo necesiten. La organización busca invertir en las generaciones más jóvenes, en un intento de que mantengan y transmitan las antiguas tradiciones indígenas a las generaciones futuras.